# Togiak
Togiak – miasto w Stanach Zjednoczonych, w stanie Alaska, w okręgu Dillingham.